# Djurgårdens IF Fotboll 2011
Djurgårdens herrlag i fotboll tävlade i Allsvenskan och i Svenska cupen.
Noterbart för Djurgårdens 10 första matcher i Allsvenskan år 2011 är att den inleddes med en historiskt dålig poängutdelning, i modern tid. Därefter tvärvände resultaten åt det positiva hållet med endast 2 "förlorade" poäng på 5 matcher innan det blev förlust med 3–0 borta mot Helsingborg i omgång 16:
- I omgång 11, som var en bortamatch mot IFK Göteborg på Gamla Ullevi, vann Djurgården med förkrossande 4–0 vilket är den största bortasegern i Allsvenskan på över åtta år, det vill säga sedan 4–0-segrarna mot Enköpings SK i maj 2003 respektive mot Öster i april 2003.
- I omgång 12, hemmamatch mot nykomlingen Syrianska FC på Råsunda, vann Djurgården med 3–0 vilket innebar totalt 7–0 i målskillnad och maximala 6 poäng på två matcher.
- I omgång 13, bortamatch mot Örebro SK på Behrn Arena, vann Djurgården med 2–1 efter att ha vänt från 0–1-underläge.
- I omgång 14, hemmamatch mot BK Häcken på Stockholms Stadion, vann Djurgården med 1–0.
- I omgång 15, hemmamatch mot serieledaren Helsingborg på Stockholms Stadion, tog Djurgården ledningen med 1–0 men matchen slutade 1–1 vilket innebar en förlustfri svit om 5 matcher med 4 raka vinter och 1 oavgjord match.

Under hela säsongen kämpade Djurgården med att säkra det allsvenska kontraktet och i omgång 29 säkrades det till slut, då Halmstads BK besegrades med 3–1.
Svenska Cupen 2011 blev precis som under säsongen 2010 en dålig insats efter att ha blivit utslaget i slutet av maj i en bortamatch mot IFK Göteborg. Matchen var mållös till slutminuterna där hemmalaget IFK Göteborg gjorde matchens enda mål.
Ett antal spelare från ungdomssatsningen fick chansen i A-laget och den som fick mest speltid – 18 allsvenska matcher och 1 cupmatch – var den defensiva spelaren Emil Bergström som oftast spelade försvarare men även stundtals som defensiv mittfältare. Ytterligare en ungdomsspelare som fick många chanser, jämfört med andra ungdomsspelare, var anfallaren Carl Björk som fick chansen i 6 allsvenska matcher och 2 cupmatcher.

## Truppen

### A-laget/U21
| Nat     | Tränare               | Position                    | Född             | I DIF sedan                                         | Kontrakt till | Kom från                    |
| ------- | --------------------- | --------------------------- | ---------------- | --------------------------------------------------- | ------------- | --------------------------- |
| Sverige | Magnus Pehrsson       | Manager                     | 28 mars 1978     | 2011 (och 1994-1996, 1999-2003 som spelare)         |               | Aalborg Boldspilklub        |
| Sverige | Carlos Banda          | Huvudtränare                | 28 mars 1978     | 2010                                                | 2012-12-31    | Hammarby IF                 |
| Sverige | Lennart Wass (lämnat) | Huvudtränare                | 4 januari 1953   | 2010 (och 1990-1991)                                | 2011-12-31    |                             |
| Sverige | Kjell Frisk           | Målvaktstränare             | 27 april 1964    | 1999 (som målvaktstränare), 1990-1995 (som spelare) |               | Spårvägens IF (som spelare) |
| Sverige | Martin Sundgren       | Individuell tränare         | 26 mars 1977     | 2010                                                |               |                             |
| Sverige | Inge Lindström        | Lagledare                   | 13 juli 1946     | 2010                                                |               |                             |
| Island  | Pálmar Hreinsson      | Fys och individuell tränare | 18 november 1974 | 2008                                                |               |                             |
| Sverige | Bengt Sparrelid       | Läkare                      | 15 december 1954 |                                                     |               |                             |
| Sverige | Christian Andersson   | Sjukgymnast                 |                  |                                                     |               |                             |
| Sverige | Stefan Tanda          | Sjukgymnast                 | 10 december 1970 | 2005                                                |               |                             |

| Nr | Nat          | Spelare                         | Position    | Född       | Längd  | Vikt   | I DIF sedan          | Kontrakt till | Kom från                 | Moderklubb              |
| -- | ------------ | ------------------------------- | ----------- | ---------- | ------ | ------ | -------------------- | ------------- | ------------------------ | ----------------------- |
| 15 | Gambia       | Pa Dembo Touray                 | Målvakt     | 1980-03-31 | 198 cm | 105 kg | 2000                 | 2011-12-31    | Real de Banjul           | Real de Banjul          |
| 20 | Sierra Leone | Mehdi Khalil                    | Målvakt     | 1991-09-19 | 194 cm | 93 kg  | 2011*                | 2011-11-30    | Köping FF                | Young Sportsmen Club    |
| 30 | Sverige      | Christoffer Matwiejew (utlånad) | Måvakt      | 1992-07-31 | 194 cm | 90 kg  | 2010                 | 2012-12-31    | Djurgårdens IF Juniorer  | Djurgårdens IF          |
| 35 | Sverige      | Tommi Vaiho                     | Målvakt     | 1988-09-13 | 189 cm | 89 kg  | 2007                 | 2013-12-31    | Djurgårdens IF Juniorer  | Djurgårdens IF          |
| 2  | Finland      | Joona Toivio                    | Back        | 1988-03-10 | 186 cm | 81 kg  | 2010                 | 2013-12-31    | AZ Alkmaar               | IF Sibbo-Vargarna       |
| 3  | Sverige      | Yosif Ayuba                     | Back        | 1990-11-30 | 173 cm | 71 kg  | 2009*                | 2012-12-31    | Vasalunds IF             | Vasalunds IF            |
| 4  | USA          | Gale Agbossoumonde (lämnat)     | Back        | 1991-11-17 | 189 cm | 92 kg  | 2011                 | 2011-06-30    | Traffic Sports Marketing | Miami FC                |
| 5  | Sverige      | Petter Gustafsson               | Back        | 1985-01-01 | 179 cm | 75 kg  | 2009                 | 2013-12-31    | Skellefteå FF            | IFK Anderstorp          |
| 6  | Finland      | Jani Lyyski                     | Back        | 1983-03-16 | 192 cm | 89 kg  | 2010                 | 2012-12-31    | Vaasan Palloseura        | IFK Mariehamn           |
| 14 | Sverige      | Kebba Ceesay                    | Back        | 1987-11-14 | 177 cm | 76 kg  | 2007                 | 2012-12-31    | IK Brage                 | IK Brage                |
| 17 | Sverige      | Joel Riddez                     | Back        | 1980-05-21 | 181 cm | 76 kg  | 2011 (och 1999-2001) | 2013-12-31    | Strømsgodset IF          | Spårvägens FF           |
| 24 | Sverige      | Daniel Jarl                     | Back        | 1992-04-13 | 196 cm | 82 kg  | 2010*                | 2013-12-31    | Enköpings SK             | Håbo FF                 |
| 26 | Sverige      | André Calisir (utlånad)         | Back        | 1990-06-13 | 180 cm | 76 kg  | 2010                 | 2011-12-31    | Djurgårdens IF Juniorer  | Djurgårdens IF          |
| 29 | Serbien      | Danilo Kuzmanović               | Back        | 1992-01-04 | 174 cm | 73 kg  | 2010                 | 2013-12-31    | Djurgårdens IF Juniorer  | Röda stjärnan Belgrad   |
| 31 | Sverige      | Rtawi Mecconen                  | Back        | 1991-03-15 | 172 cm | 71 kg  | 2011                 | 2011-12-31    | Djurgårdens IF Juniorer  | Djurgårdens IF          |
| 33 | Sverige      | Emil Bergström                  | Back        | 1993-05-19 | 187 cm | 79 kg  | 2011                 | 2014-12-31    | Djurgårdens IF Juniorer  | IF Brommapojkarna       |
| 36 | Sverige      | Philip Sparrdal Mantilla        | Back        | 1993-08-11 | 186 cm | 80 kg  | 2011                 |               | Djurgårdens IF Juniorer  | Djurgårdens IF          |
| 8  | Nigeria      | Prince Ikpe Ekong               | Mittfältare | 1978-10-05 | 180 cm | 83 kg  | 2008*                | 2012-12-31    | Gais                     | Julius Berger           |
| 11 | Finland      | Daniel Sjölund                  | Mittfältare | 1983-04-22 | 178 cm | 80 kg  | 2003                 | 2012-12-31    | Liverpool FC             | IF Finströms Kamraterna |
| 16 | Finland      | Kasper Hämäläinen               | Mittfältare | 1986-08-08 | 187 cm | 77 kg  | 2010                 | 2013-12-31    | TPS Åbo                  | MaPS                    |
| 18 | Burkina Faso | Adama Guira                     | Mittfältare | 1988-04-24 | 185 cm | 78 kg  | 2011*                | 2011-12-31    | UD Logroñés              | RC Bobo                 |
| 19 | Danmark      | Peter Nymann                    | Mittfältare | 1982-08-22 | 179 cm | 70 kg  | 2011*                | 2013-12-31    | Esbjerg fB               | Lilerød IF              |
| 21 | Finland      | Joel Perovuo (lämnat)           | Mittfältare | 1985-08-11 | 187 cm | 81 kg  | 2010                 | 2012-12-31    | FC Honka                 | Espoo PS                |
| 22 | Sverige      | Philip Hellquist                | Mittfältare | 1991-05-21 | 185 cm | 73 kg  | 2008                 | 2012-12-31    | Djurgårdens IF Juniorer  | Djurgårdens IF          |
| 25 | Sverige      | Sebastian Rajalakso             | Mittfältare | 1988-09-23 | 186 cm | 81 kg  | 2008                 | 2014-12-31    | Enköpings SK             | Fanna BK                |
| 28 | Sverige      | Trimi Makolli                   | Mittfältare | 1992-01-02 | 177 cm | 75 kg  | 2009                 | 2013-12-31    | Djurgårdens IF Juniorer  | FC Independiente        |
| 34 | Sverige      | Joakim Alriksson                | Mittfältare | 1992-08-18 | 173 cm | 65 kg  | 2011                 | 2011-12-31    | Djurgårdens IF Juniorer  | Heby AIF                |
| 7  | Nigeria      | Kennedy Igboananike             | Anfallare   | 1989-02-26 | 175 cm | 70 kg  | 2010 (och 2007)      | 2012-12-31    | Vasalunds IF             | Dynamo Football Academy |
| 9  | Sverige      | Johan Oremo                     | Anfallare   | 1986-10-24 | 186 cm | 78 kg  | 2008*                | 2012-12-31    | Gefle IF                 | Moheds SK               |
| 10 | Sverige      | Christer Youssef                | Anfallare   | 1987-12-01 | 179 cm | 75 kg  | 2009                 | 2012-12-31    | IF Brommapojkarna        | Bromstens IK            |
| 12 | Sverige      | Mattias Jonson                  | Anfallare   | 1974-01-16 | 179 cm | 79 kg  | 2005*                | 2011-12-31    | Norwich City FC          | IFK Kumla               |
| 19 | Kroatien     | Hrvoje Milić (lämnat)           | Anfallare   | 1989-05-10 | 183 cm | 75 kg  | 2009                 | 2012-12-31    | HNK Hajduk Split         | NK Osijek               |
| 21 | Danmark      | Nicolaj Agger                   | Anfallare   | 1988-10-23 | 185 cm | 82 kg  | 2011*                | 2011-12-31    | Brøndby IF               | Brøndby IF              |
| 32 | Sverige      | Carl Björk (utlånad)            | Anfallare   | 1992-02-04 | 190 cm | 82 kg  | 2011                 |               | Djurgårdens IF Juniorer  | Tungelsta IF            |
|    | Zambia       | Boyd Mwila (utlånad)            | Anfallare   | 1984-07-28 | 174 cm | 72 kg  | 2009                 | 2012-12-31    | Örgryte IS               | Chiparamba Great Eagles |

## Allsvenskan
| Omgång      | Datum        | Motståndare     | H/B | Resultat | Målskyttar                                                                                    | Varningar                                                   | Domare               | Publik | Arena                    | Position |
| ----------- | ------------ | --------------- | --- | -------- | --------------------------------------------------------------------------------------------- | ----------------------------------------------------------- | -------------------- | ------ | ------------------------ | -------- |
| 1           | 4 april      | AIK FF          | H   | 0–0      |                                                                                               | Ceesay 33'                                                  | Jonas Eriksson       | 28 931 | Råsunda                  | 8        |
| 2           | 11 april     | Kalmar FF       | B   | 2–3      | Toivio 22' (Rajalakso), Björk 88'                                                             | Rajalakso 22', Lyyski 76'                                   | Markus Strömbergsson | 11 852 | Guldfågeln Arena         | 11       |
| 3           | 15 april     | Malmö FF        | H   | 0–1      |                                                                                               | Sjölund 33', Touray 45+1' (rött)                            | Martin Hansson       | 9 055  | Stockholms Stadion       | 12       |
| 4           | 19 april     | Gais            | B   | 1–2      | Igboananike 33' (straff)                                                                      |                                                             | Martin Ingvarsson    | 5 365  | Gamla Ullevi             | 13       |
| 5           | 24 april     | IFK Norrköping  | H   | 1–3      | Rajalakso 63' (Sjölund)                                                                       |                                                             | Johan Hamlin         | 8 117  | Stockholms Stadion       | 16       |
| 6           | 1 maj        | Trelleborgs FF  | B   | 2–3      | Hellquist (2) 66' (Sjölund), 87' (Igboananike)                                                | Sjölund 69', Gustafsson 73', Alriksson 85'                  | Martin Strömbergsson | 2 395  | Vångavallen              | 16       |
| 7           | 7 maj        | Halmstads BK    | H   | 2–0      | Igboananike 39' (straff), Rajalakso 47' (Sjölund)                                             |                                                             | Jonas Eriksson       | 7 329  | Stockholms Stadion       | 15       |
| 8           | 15 maj       | Gefle IF        | B   | 0-0      |                                                                                               | Riddez (2) 2' 82' (rött), Ceesay 34', Youssef 55'           | Andreas Ekberg       | 4 508  | Strömvallen              | 14       |
| 9           | 23 maj       | Mjällby AIF     | B   | 0–3      |                                                                                               | Agbossoumonde 43', Youssef 90'                              | Michael Lerjéus      | 4 109  | Strandvallen             | 15       |
| 10          | 26 maj       | IF Elfsborg     | H   | 0–1      |                                                                                               | Ceesay 71'                                                  | Jonas Eriksson       | 6 444  | Stockholms Stadion       | 15       |
| 11          | 13 juni      | IFK Göteborg    | B   | 4–0      | Youssef 25' (Jonson), Jonson 42' (Sjölund), Hämäläinen 59' (Rajalakso), Hellquist 87' (Oremo) | Sjölund 69', Riddez 78'                                     | Tobias Mattsson      | 10 892 | Gamla Ullevi             | 15       |
| 12          | 20 juni      | Syrianska FC    | H   | 3–0      | Youssef 13' (Hellquist), Toivio 70' (straff), Gustafsson 74'                                  |                                                             | Martin Ingvarsson    | 8 149  | Råsunda                  | 14       |
| 13          | 23 juni      | Örebro SK       | B   | 2–1      | Toivio 34', Hämäläinen 51' (Hellquist)                                                        |                                                             | Jonas Eriksson       | 8 912  | Behrn Arena              | 13       |
| 14          | 26 juni      | BK Häcken       | H   | 1–0      | Sjölund 79' (Igboananike)                                                                     | Hämäläinen 29'                                              | Martin Hansson       | 7 008  | Stockholms Stadion       | 11       |
| 15          | 4 juli       | Helsingborgs IF | H   | 1–1      | Hellquist 37' (Sjölund)                                                                       | Sjölund 61', Gustafsson 90+3'                               | Markus Strömbergsson | 9 385  | Stockholms Stadion       | 11       |
| 16          | 11 juli      | Helsingborgs IF | B   | 0–3      |                                                                                               | Hellquist 30', Ceesay 67'                                   | Stefan Johannesson   | 13 245 | Olympia                  | 11       |
| 17          | 16 juli      | Mjällby AIF     | H   | 1–0      | Oremo 80' (Sjölund)                                                                           | Hellquist 30', Ceesay 45', Oremo 81'                        | Martin Strömbergsson | 5 713  | Stockholms Stadion       | 10       |
| 18          | 25 juli      | IF Elfsborg     | B   | 1–2      | Toivio 18' (Sjölund)                                                                          | Hämäläinen 52', Ceesay 54', Igboananike 69', Gustafsson 77' | Martin Ingvarsson    | 9 617  | Borås Arena              | 11       |
| 19          | 30 juli      | Malmö FF        | B   | (avbr.)  |                                                                                               |                                                             |                      |        | Swedbank Stadion         |          |
| 20          | 7 augusti    | Gais            | H   | 2–2      | Nymann 57', Gustafsson 90+1' (Nymann)                                                         | Lyyski 90+3'                                                | Michael Lerjéus      | 5 527  | Stockholms Stadion       | 12       |
| 21          | 14 augusti   | Örebro SK       | H   | 0–2      |                                                                                               | Oremo 50', Youssef 58'                                      | Martin Ingvarsson    | 6 298  | Stockholms Stadion       | 13       |
| 22          | 21 augusti   | BK Häcken       | B   | 0–2      |                                                                                               | Alriksson 87'                                               | Martin Strömbergsson | 2 397  | Rambergsvallen           | 13       |
| 23          | 25 augusti   | IFK Norrköping  | B   | 1–2      | Youssef 17' (Jonson)                                                                          | Toivio 29', Sjölund 40'                                     | Michael Lerjéus      | 8 135  | Nya Parken               | 14       |
| 24          | 11 september | Trelleborgs FF  | H   | 4–3      | Igboananike (3) 49' (Sjölund), 76' (Agger), 81', Agger 31' (Rajalakso)                        | Gustafsson 39', Agger 67', Touray 89'                       | Daniel Stalhammar    | 6 307  | Stockholms Stadion       | 13       |
| 25          | 19 september | AIK FF          | B   | 1–0      | Igboananike 19'                                                                               | Nymann 13', Youssef 52', Igboananike 81', Guira 89'         | Jonas Eriksson       | 24 639 | Råsunda                  | 12       |
| 26          | 23 september | Kalmar FF       | H   | 2–1      | Rajalakso (2) 26' (Jonson), 63'                                                               | Agger (2) 32', 56' (rött)                                   | Martin Ingvarsson    | 5 152  | Stockholms Stadion       | 11       |
| 27          | 26 september | IFK Göteborg    | H   | 1–2      | Toivio 2' (frispark)                                                                          | Tiovio 50' (rött)                                           | Martin Hansson       | 6 426  | Stockholms Stadion       | 11       |
| 28          | 30 september | Syrianska FC    | B   | 0–0      |                                                                                               | Sjölund 43'                                                 | Jonas Eriksson       | 4 261  | Södertälje fotbollsarena | 12       |
| 19 (omspel) | 15 oktober   | Malmö FF        | B   | 0–1      |                                                                                               | Lyyski 45+1', Igboananike 59'                               | Markus Strömbergsson | 13 377 | Swedbank Stadion         |          |
| 29          | 17 oktober   | Halmstads BK    | B   | 3–1      | Sjölund 26' (Youssef), Toivio 35' (frispark), Jonson 85'                                      | Igboananike 54'                                             | Michael Lerjéus      | 1 874  | Örjans Vall              | 12       |
| 30          | 23 oktober   | Gefle IF        | H   | 1–1      | Rajalakso 35' (Youssef)                                                                       | Riddez 26', Sjölund 58'                                     | Stefan Johannesson   | 10 224 | Stockholms Stadion       | 11       |

Turerna kring den avbrutna matchen MFF–DIF:
- 30 juli: MFF–DIF avbröts efter drygt 10 minuter vid ställningen 1–0, bland annat på grund av de knallskott som kastades in både före och efter målet.
- 5 september: MFF–DIF skall spelas om, efter en längre tids handläggning. Dock inget beslut om ny speldag.[1]
- 16 september: MFF–DIF skall spelas om 15 oktober 2011.[2]
- 15 oktober: matchen spelades om och slutfördes.

## Svenska cupen
| Omgång | Datum  | Motståndare  | H/B | Resultat | Målskyttar                                     | Varningar   | Domare        | Publik | Arena        |
| ------ | ------ | ------------ | --- | -------- | ---------------------------------------------- | ----------- | ------------- | ------ | ------------ |
| 3      | 11 maj | IFK Luleå    | B   | 2–1      | Sjölund 66' (Riddez), Igboananike 87' (straff) |             | Lars Olsson   | 1 151  | Skogsvallen  |
| 4      | 29 maj | IFK Göteborg | B   | 0–1      |                                                | Youssef 42' | Jim Petersson | 3 887  | Gamla Ullevi |

## Träningsmatcher
| Datum            | Motståndare       | H/B | Resultat | Målskyttar                          | Publik                  | Arena                    |
| ---------------- | ----------------- | --- | -------- | ----------------------------------- | ----------------------- | ------------------------ |
| 6 februari 2011  | Vasalunds IF      | B   | 1–1      | Tedla                               | 1 252                   | Skytteholms IP           |
| 10 februari 2011 | FC Flora          | B   | 0–0      |                                     |                         | Wallsport Arena          |
| 13 februari 2011 | HJK Helsingfors   | B   | 3–2      | Igboananike (3)                     |                         | Wallsport Arena          |
| 19 februari 2011 | IF Brommapojkarna | B   | 2–2      | Youssef, Hellquist                  | Stängd för allmänheten. | Bosön                    |
| 25 februari 2011 | FC Vitebsk        |     | 2–1      | Youssef, Hellquist                  |                         | Turkiet                  |
| 1 mars 2011      | FC Terek Grozny   |     | 0–1      |                                     |                         | Turkiet                  |
| 9 mars 2011      | Assyriska FF      | B   | 1–1      | Igboananike                         |                         | Södertälje Fotbollsarena |
| 15 mars 2011     | TPS Åbo           | H   | 4–0      | Igboananike, Youssef (2), Alriksson | 300                     | Stadshagens IP           |
| 23 mars 2011     | Örebro SK         | B   | 0–3      |                                     | 1 226                   | Behrn Arena              |
| 27 mars 2011     | IFK Norrköping    | B   | 0–1      |                                     | 1 340                   | Nya Parken               |

Träningsläger:

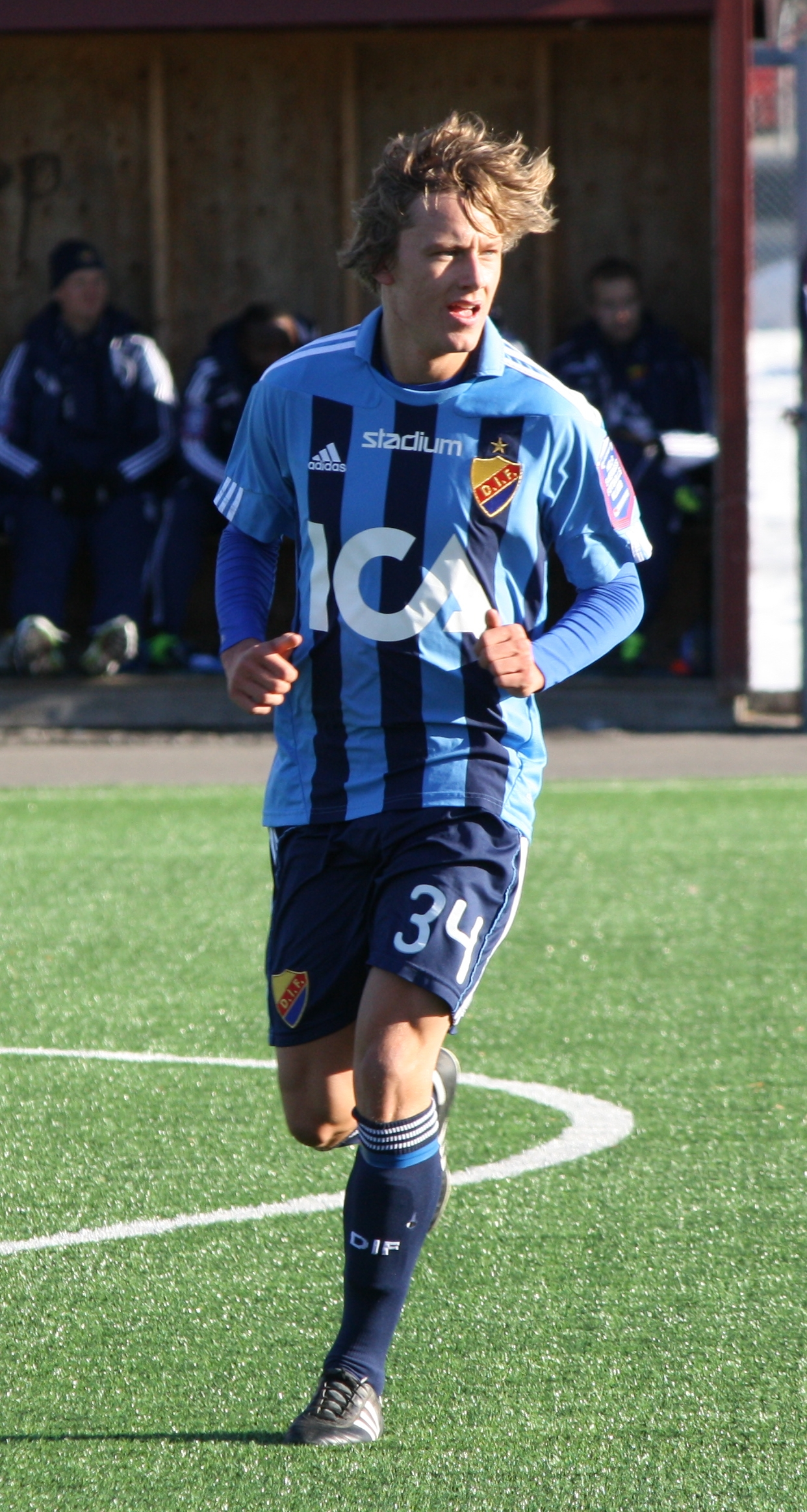
Joakim Alriksson

- 10–13 februari: miniturnering i Finland
- 23 februari–2 mars: matchläger i Turkiet

## Statistik

### Avser spelåret 2011
| Spelare                  | Allsvenskan | Allsvenskan | Allsvenskan | Allsvenskan | Svenska cupen | Svenska cupen | Svenska cupen | Svenska cupen | Totalt | Totalt | Totalt | Totalt |
| Spelare                  | Ma          | Må          | As          | Po          | Ma            | Må            | As            | Po            | Ma     | Må     | As     | Po     |
| ------------------------ | ----------- | ----------- | ----------- | ----------- | ------------- | ------------- | ------------- | ------------- | ------ | ------ | ------ | ------ |
| Daniel Sjölund           | 28          | 2           | 8           | 10          | 2             | 1             | 0             | 1             | 30     | 3      | 8      | 11     |
| Kennedy Igboananike      | 28          | 6           | 2           | 8           | 2             | 1             | 0             | 1             | 30     | 7      | 2      | 9      |
| Sebastian Rajalakso      | 28          | 5           | 3           | 7           | 2             | 0             | 0             | 0             | 30     | 5      | 3      | 8      |
| Joona Toivio             | 28          | 6           | 0           | 6           | 2             | 0             | 0             | 0             | 30     | 6      | 0      | 6      |
| Philip Hellquist         | 26          | 4           | 2           | 6           | 2             | 0             | 0             | 0             | 28     | 4      | 2      | 6      |
| Christer Youssef         | 23          | 3           | 2           | 5           | 2             | 0             | 0             | 0             | 25     | 3      | 2      | 5      |
| Mattias Jonson           | 22          | 2           | 3           | 5           | 0             | 0             | 0             | 0             | 22     | 2      | 3      | 5      |
| Petter Gustafsson        | 23          | 2           | 0           | 2           | 2             | 0             | 0             | 0             | 25     | 2      | 0      | 2      |
| Kasper Hämäläinen        | 30          | 2           | 0           | 2           | 2             | 0             | 0             | 0             | 32     | 2      | 0      | 2      |
| Nicolaj Agger            | 7           | 1           | 1           | 2           | 0             | 0             | 0             | 0             | 7      | 1      | 1      | 2      |
| Johan Oremo              | 8           | 1           | 1           | 2           | 0             | 0             | 0             | 0             | 8      | 1      | 1      | 2      |
| Peter Nymann             | 12          | 1           | 1           | 2           | 0             | 0             | 0             | 0             | 12     | 1      | 1      | 2      |
| Carl Björk               | 6           | 1           | 0           | 1           | 2             | 0             | 0             | 0             | 8      | 1      | 0      | 1      |
| Joel Riddez              | 17          | 0           | 0           | 0           | 2             | 0             | 1             | 1             | 19     | 0      | 1      | 1      |
| Pa Dembo Touray          | 29          | 0           | 0           | 0           | 2             | 0             | 0             | 0             | 31     | 0      | 0      | 0      |
| Kebba Ceesay             | 25          | 0           | 0           | 0           | 1             | 0             | 0             | 0             | 26     | 0      | 0      | 0      |
| Jani Lyyski              | 21          | 0           | 0           | 0           | 0             | 0             | 0             | 0             | 21     | 0      | 0      | 0      |
| Emil Bergström           | 18          | 0           | 0           | 0           | 1             | 0             | 0             | 0             | 19     | 0      | 0      | 0      |
| Joel Perovuo             | 10          | 0           | 0           | 0           | 1             | 0             | 0             | 0             | 11     | 0      | 0      | 0      |
| Gale Agbossoumonde       | 8           | 0           | 0           | 0           | 2             | 0             | 0             | 0             | 10     | 0      | 0      | 0      |
| Adama Guira              | 6           | 0           | 0           | 0           | 0             | 0             | 0             | 0             | 6      | 0      | 0      | 0      |
| Joakim Alriksson         | 4           | 0           | 0           | 0           | 1             | 0             | 0             | 0             | 5      | 0      | 0      | 0      |
| Daniel Jarl              | 1           | 0           | 0           | 0           | 0             | 0             | 0             | 0             | 1      | 0      | 0      | 0      |
| André Calisir            | 1           | 0           | 0           | 0           | 0             | 0             | 0             | 0             | 1      | 0      | 0      | 0      |
| Trimi Makolli            | 1           | 0           | 0           | 0           | 0             | 0             | 0             | 0             | 1      | 0      | 0      | 0      |
| Yosif Ayuba              | 0           | 0           | 0           | 0           | 0             | 0             | 0             | 0             | 0      | 0      | 0      | 0      |
| Prince Ikpe Ekong        | 0           | 0           | 0           | 0           | 0             | 0             | 0             | 0             | 0      | 0      | 0      | 0      |
| Mehdi Khalil             | 0           | 0           | 0           | 0           | 0             | 0             | 0             | 0             | 0      | 0      | 0      | 0      |
| Danilo Kuzmanovic        | 0           | 0           | 0           | 0           | 0             | 0             | 0             | 0             | 0      | 0      | 0      | 0      |
| Christoffer Matwiejew    | 0           | 0           | 0           | 0           | 0             | 0             | 0             | 0             | 0      | 0      | 0      | 0      |
| Rtawi Mecconen           | 0           | 0           | 0           | 0           | 0             | 0             | 0             | 0             | 0      | 0      | 0      | 0      |
| Hrvoje Milic             | 0           | 0           | 0           | 0           | 0             | 0             | 0             | 0             | 0      | 0      | 0      | 0      |
| Philip Sparrdal Mantilla | 0           | 0           | 0           | 0           | 0             | 0             | 0             | 0             | 0      | 0      | 0      | 0      |
| Tommi Vaiho              | 2           | 0           | 0           | 0           | 0             | 0             | 0             | 0             | 2      | 0      | 0      | 0      |

### Skytteliga träningsmatcher
1. Kennedy Igboananike, 5
2. Christer Youssef, 4
3. Philip Hellquist, 2
4. Joakim Alriksson, 1
5. Teferi Tedla, 1

## Truppförändringar
Efter Allsvenskan 2010 och inför/under säsongen 2011:

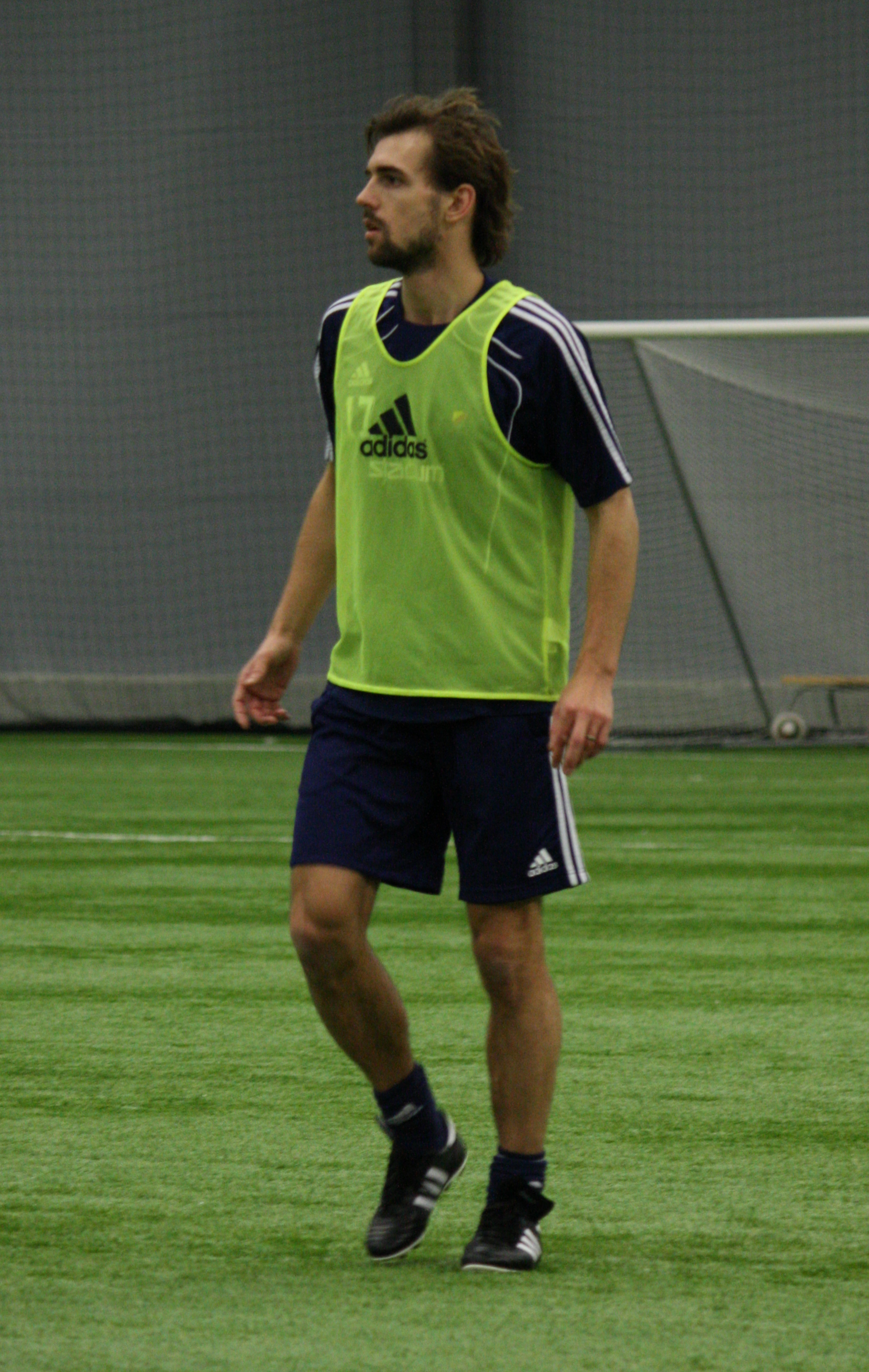
Joel Riddez

### Förlängda kontrakt
| Datum            | Nr | Namn                | Position    | Kommentar                               | Länk            |
| ---------------- | -- | ------------------- | ----------- | --------------------------------------- | --------------- |
| 5 januari 2011   | 10 | Christer Youssef    | Anfallare   | 2-årskontrakt (tom 31 december 2012).   | svenskafans.com |
| 18 januari 2011  | 28 | Trimi Makolli       | Mittfältare | 3-årskontrakt (tom 31 december 2013).   | dif.se          |
| 4 augusti 2011   | 5  | Petter Gustafsson   | Back        | 2,5-årskontrakt (tom 31 december 2013). | dif.se          |
| 9 september 2011 | 25 | Sebastian Rajalakso | Mittfältare | 3-årskontrakt (tom 31 december 2014).   | dif.se          |
| 19 oktober 2011  | 35 | Tommi Vaiho         | Målvakt     | 2-årskontrakt (tom 31 december 2013).   | dif.se          |
| 10 november 2011 | 33 | Emil Bergström      | Back        | 3-årskontrakt (tom 31 december 2014).   | dif.se          |

### Spelare/ledare in
| Datum            | Nr | Namn               | Från                     | Position    | Kommentar                                                                             | Länk   |
| ---------------- | -- | ------------------ | ------------------------ | ----------- | ------------------------------------------------------------------------------------- | ------ |
| 20 juli 2010     | 17 | Joel Riddez        | Strømsgodset IF          | Back        | 3-årskontrakt from 1 januari 2011 (tom 31 december 2012).                             | dif.se |
| 16 februari 2011 | 4  | Gale Agbossoumonde | Traffic Sports Marketing | Back        | 5-månaderslån (tom 17 juli 2011).                                                     | dif.se |
| 1 juni 2011      | 18 | Adama Guira        | UD Logroñés              | Mittfältare | Bosmanvärvning, kontrakt from 1 augusti tom 31 december 2011 med option på 3 år till. | dif.se |
| 8 juli 2011      | 19 | Peter Nymann       | Esbjerg fB               | Mittfältare | 2,5-årskontrakt (tom 31 december 2013).                                               | dif.se |
| 20 juli 2011     | 20 | Mehdi Khalil       | Köping FF                | Målvakt     | Kontrakt tom 30 november 2011.                                                        | dif.se |
| 22 juli 2011     | 19 | Nahir Oyal         | Syrianska FC             | Mittfältare | 4-årskontrakt from 1 januari 2012 (tom 31 december 2015).                             | dif.se |
| 31 augusti 2011  | 21 | Nicolaj Agger      | Brøndby IF               | Anfallare   | Lån tom 31 december 2011 med köpoption.                                               | dif.se |

### Spelare/ledare ut
| Datum            | Nr | Namn                  | Till                | Position    | Kommentar                                                          | Länk            |
| ---------------- | -- | --------------------- | ------------------- | ----------- | ------------------------------------------------------------------ | --------------- |
| 16 november 2010 | 17 | Sharbel Touma         | Syrianska FC        | Mittfältare | Kontraktet går ut. Skrev på för nya klubben senare i november.     | dif.se          |
| 14 december 2010 | –  | Boyd Mwila            | FC Trollhättan      | Anfallare   | Lånas ut tom 31 december 2011.                                     | dif.se          |
| 18 januari 2011  | 23 | Charles Simba         | Jönköpings Södra IF | Mittfältare | Kontraktet går ut.                                                 | dif.se          |
| 3 februari 2011  | 4  | Patrik Haginge        | Örebro SK           | Back        | Försäljning.                                                       | dif.se          |
| 2 juni 2011      | 26 | André Calisir         | Jönköpings Södra IF | Back        | Lånas ut tom 31 december 2011.                                     | dif.se          |
| 10 juni 2011     | 30 | Christoffer Matwiejew | Sollentuna United   | Målvakt     | Lånas ut "våren 2011" med möjlighet till förlängning.              | dif.se          |
| 7 juli 2011      | 32 | Carl Björk            | Jönköpings Södra IF | Anfallare   | Lånas ut 1 månad, med option på omedelbar återkallning.            | dif.se          |
| 17 juli 2011     | 4  | Gale Agbossoumonde    | Eintracht Frankfurt | Back        | Låneperioden slut. Lånades därefter ut till nya klubben i augusti. | dif.se          |
| 3 augusti 2011   | 32 | Carl Björk            | Jönköpings Södra IF | Anfallare   | Lånet förlängs, nu tom 31 december 2011.                           | dif.se          |
| 12 augusti 2011  | 21 | Joel Perovuo          | HJK Helsingfors     | Mittfältare | Försäljning.                                                       | dif.se & hjk.fi |

## Klubben

### Tränarstab
- Manager:
  - 1 jan – 3 maj:  Stefan Alvén (Sedan 20 maj 2010)[3]
  - 3 maj – :  Magnus Pehrsson (Sedan 3 maj 2011)
- Huvudtränare:
  - 1 jan – 3 maj:  Lennart Wass (Sedan 24 november 2009) och Carlos Banda (sedan 3 december 2009)
  - 3 maj – :  Carlos Banda (sedan 3 december 2009)
- Målvaktstränare:  Kjell Frisk
- Fystränare:  Palmar Hreinsson

### Spelartröjor
- Tillverkare: Adidas
- Huvudsponsor: ICA
- Hemmatröja: blårandig
- Bortatröja, primär: gul
- Spelarnamn: Ja

### Årsmötet
- Datum: 9 mars 2011, klockan 18.00[4]
- Plats: Torben Grut-salen
- Deltagare: 81

Styrelsen för Djurgårdens IF Fotbollförening ("DIF FF") och Djurgården Elitfotboll AB ("DEF AB") valdes enligt följande:
- Ordförande på 1 år: Tommy Jacobson.
- Ledamöter på 2 år: Lars-Erik Sjöberg (omvald), Gustaf Törngren (nyvald).
- Ledamöter på 1 år: Ingvar ”Putte” Carlsson (omvald)
- Ledamöter på 2 år valda förra året (1 år kvar):: Johan Skarborg och Ellinor Persson.

Årets spelare 2010: Kasper Hämäläinen
Källa: DIF:s egen rapport från årsmötet

### Övrig information
- Ordförande: Tommy Jacobson (sedan 11 november 2009)
- Sportchef:
  - 1 jan – 4 maj: Stefan Alvén (sedan 20 november 2009) – Avgick efter anonyma hot mot han och hans familj.[5]
  - 4 maj – : vakant
- Huvudarena: Stadion (kapacitet: 14 417, planmått: 105 x 68 meter)[6][7]
- Reservarena: Råsunda (kapacitet: 35 800, planmått: 105 x 68 meter)[6][7]